# ドライビング・フォー・クリスマス
「ドライビング・フォー・クリスマス」（Driving Home for Christmas）は、クリス・レアのシングル。オリジナルは1986年のシングル「ハロー・フレンド」(Hello Friend)のB面で、アルバム未収録曲であったが、再録音ヴァージョンがベストアルバム『ザ・ベスト･オブ･クリス･レア』(New Light Through Old Windows)に収録され、そこからの4枚目のシングルとして1988年12月に発売された。2002年にも新たに再録音したヴァージョンでシングル発売している。日本語タイトルは初出アルバムなどでは「ドライビング・フォー・クリスマス」と表記され、その後のベストアルバムなどでは「ドライビング・ホーム・フォー・クリスマス」と表記されている。
なお、アルバム未収録の1986年のB面オリジナル・ヴァージョンは、日本のみ発売の1987年のミニアルバム『スノウ』だけに収録されていたが、その後2019年の『オン・ザ・ビーチ（デラックス・エディション）』(On The Beach (Deluxe Edition))に収録された。
「ドライビング・フォー・クリスマス」は、1988年のシングル発売時には全英シングルチャートでも40位圏外（58位）であったが、後年にクリスマスソングの定番曲として世界各国で人気となり、2021年12月に全英チャートで10位を記録し、プラチナディスクにも認定された。
カバー・アーティストは、2011年にステーシー・ソロモンがカバーしシングル発売したことで知られている。

## 制作背景
「ドライビング・フォー・クリスマス」は、1978年にクリス・レアがロンドンのアビー・ロード・スタジオから故郷のミドルズブラまで帰らなければならなかった途中に書かれたものである。
その頃はちょうど契約が切れ、レコード会社から鉄道の交通費も貰えず、やむなく節約のため妻の運転する車（オースチンのミニ）で雪の降る中を送ってもらうが、途中の渋滞で他の車の運転手に向って冗談めかして「私たちはクリスマスに家に帰るところ…」と鼻歌を歌い、街灯が点灯し車内が明るくなる時を見計らって歌詞を綴りこの曲が生まれたという。
レアはこの楽曲をヴァン・モリソンのために書いたが、実現しなかった。なお、夜中の3時頃にようやくレアと妻がミドルズブラの家に着いた時、床に1通の手紙があり、アメリカでの「フール」のヒットによる著作権料の小切手が同封されていて、家の困窮が救われたという。

## トラック・リスト
| #  | タイトル                                                          | 作詞 | 作曲・編曲 | 時間 |
| -- | ----------------------------------------------------------------- | ---- | ---------- | ---- |
| 1. | 「ハロー・フレンド (Hello Friend)」                               |      |            | 4:20 |
| 2. | 「ドライビング・フォー・クリスマス (Driving Home for Christmas)」 |      |            | 4:34 |

| #  | タイトル                                                                                       | 作詞 | 作曲・編曲 | 時間 |
| -- | ---------------------------------------------------------------------------------------------- | ---- | ---------- | ---- |
| 1. | 「ドライビング・フォー・クリスマス (Driving Home for Christmas)」                              |      |            | 4:36 |
| 2. | 「ジョゼフィン (Josephine)」(エクステンデッド・フレンチ・リレコード Extended French Re-Record) |      |            |      |
| 3. | 「ルック・アウト・フォー・ミー (Look Out For Me)」                                             |      |            |      |
| 4. | 「イフ・エニバディ・アスク・ユー (If Anybody Asks You)」                                       |      |            |      |
| 5. | 「イッツ・オール・ゴーン (It's All Gone)」(ライヴ Live)                                        |      |            |      |
| 6. | 「スティール・リバー (Steel River)」(ライヴ Live)                                              |      |            |      |

| #  | タイトル                                                          | 作詞 | 作曲・編曲 | 時間 |
| -- | ----------------------------------------------------------------- | ---- | ---------- | ---- |
| 1. | 「ドライビング・フォー・クリスマス (Driving Home for Christmas)」 |      |            | 4:04 |
| 2. | 「フットステップス・イン・ザ・スノウ (Footsteps In The Snow)」    |      |            | 4:34 |
| 3. | 「ジョイ・オブ・クリスマス (Joys Of Christmas)」                  |      |            | 5:17 |
| 4. | 「スマイル (Smile)」                                              |      |            | 3:30 |

| #  | タイトル                                                                | 作詞 | 作曲・編曲 | 時間 |
| -- | ----------------------------------------------------------------------- | ---- | ---------- | ---- |
| 1. | 「ドライビング・フォー・クリスマス (Driving Home for Christmas)」       |      |            | 4:00 |
| 2. | 「ドライビング・フォー・クリスマス (Driving Home for Christmas)」(2003) |      |            | 4:06 |
| 3. | 「ウィンター・ソング (Winter Song)」                                    |      |            | 4:33 |
| 4. | 「テル･ミー･ゼアズ･ア･ヘヴン (Tell Me There's a Heaven)」               |      |            | 6:01 |

## チャート記録

### 週間
| チャート(1988-2023)                                                            | 最高位 |
| ------------------------------------------------------------------------------ | ------ |
| アメリカ「ビルボード・グローバル200」(Billboard Global 200)                    | 27     |
| アメリカ「ビルボード・グローバル・Excl.US」( Billboard Global Excl. US)        | 16     |
| アメリカ「ビルボード・ロック・ストリーミング・ソングス」(Rock Streaming Songs) | 22     |
| アイルランド「シングルチャート・トップ50」(Irish Singles Chart)                | 11     |
| アイルランド「ビルボード・アイルランド・ソングス」(Ireland Songs)              | 16     |
| イギリス「全英シングルチャート」(UK Singles Chart)                             | 10     |
| イギリス「ビルボード・UK・ソングス」(U.K. Songs)                               | 11     |
| オーストリア「エードライ・オーストリア・トップ40」(Ö3 Austria Top 40)          | 3      |
| オーストリア「ビルボード・オーストリア・ソングス」(Austria Songs)              | 8      |
| オランダ「シングル・トップ100」(Dutch Single Top 100)                          | 4      |
| オランダ「ビルボード・オランダ・ソングス」(Netherlands Songs)                  | 6      |
| スイス「シュヴァイツァー・ヒットパラーデ・チャート」(Swiss Hitparade)          | 10     |
| スイス「ビルボード・スイス・ソングス」(Switzerland Songs)                      | 12     |
| スウェーデン「スヴァリイェトプリストン・チャート」(Sverigetopplistan)          | 5      |
| スウェーデン「ビルボード・スウェーデン・ソングス」(Sweden Songs)               | 13     |
| スロバキア「ビルボード・スロバキア・ソングス」(Slovakia Songs)                 | 23     |
| デンマーク「トラックリステン」(Tracklisten)                                    | 4      |
| デンマーク「ビルボード・デンマーク・ソングス」(Denmark Songs)                  | 8      |
| ドイツ「公式ジャーマン・チャート」(Offizielle Deutsche Charts)                 | 3      |
| ドイツ「ビルボード・ジャーマニー・ソングス」(Germany Songs)                    | 4      |
| 日本「ビルボード・ジャパン・ホット100」(Billboard Japan Hot 100)               | 18     |
| ニュージーランド「レコード産業協会・チャート」(Recorded Music NZ)              | 22     |
| ニュージーランド「ビルボード・ニュージーランド・ソングス」(New Zealand Songs)  | 23     |
| ノルウェー「ヴェーゲー・リスタ・チャート」(VG-lista)                           | 2      |
| ノルウェー「ビルボード・ノルウェー・ソングス」(Norway Songs)                   | 6      |
| ハンガリー「マハーズ・シングル・トップ40チャート」(Slágerlisták MAHASZ)        | 5      |
| ハンガリー「ビルボード・ハンガリー・ソングス」(Hungary Songs)                  | 21     |
| ポーランド「エアプレイ・トップ100」(Polish Airplay Top 100)                    | 7      |
| ポーランド「ビルボード・ポーランド・ソングス」(Poland Songs)                   | 11     |
| ルクセンブルク「ビルボード・ルクセンブルク・ソングス」(Luxembourg Songs)       | 18     |

## カバー・アーティスト
出典は2023年の大澤誉志幸版を除き
- ピエト・フェールマン（英語版）（1993年） - アルバム『A Winter's Tale』に収録。
- セイント・エティエンヌ（1995年） - アルバム『Xmas 95』に収録。
- マイケル・ボール（1999年） - アルバム『Christmas』に収録。
- ヘニング・スターク（英語版）（2000年） - アルバム『The Spirit of Christmas』に収録。
- ジョニー・ローガン（2001年） - アルバム『Save This Christmas for Me』に収録。
- ハワード・カーペンデール（英語版）（2001年） - アルバム『My Christmas』に収録。
- マデリーン・ベル（英語版）（2004年） - アルバム『Blue Christmas』に収録。
- レネ・フロガー（英語版）（2005年） - アルバム『Pure Christmas』に収録。
- Jim（2005年） - アルバム『Dance With Me』に収録。
- マレン・モーテンセン（2007年） - アルバム『...To All of You』に収録。
- キース・ボヴェイ（英語版）（2008年） - アルバム『Blessed - New Edition』に収録。
- ortoPilot（2010年） - アルバム『Covers Album Vol. Eight - Advent Calendar Part 3』に収録。
- トム・ゲーベル（英語版）（2010年） - アルバム『Easy Christmas』に収録。
- マイク・デンバー（英語版）（2010年） - アルバム『Christmas Country』に収録。
- ステーシー・ソロモン（英語版）（2011年） - アルバム『en:』に収録。
  - シングル発売され、全英シングルチャートで27位を記録した[51]。
- ジョー・マケルダリー（2011年） - アルバム『Classic Christmas』に収録。
- ザ・ベースボールス（英語版）（2012年） - アルバム『Good Ol' Christmas』に収録。
- フランク・シナー (Frank Shiner)（2013年）
- マリオ・ビオンディ（英語版）（2013年） - アルバム『Mario Christmas』に収録。
- グレニス・グレース（英語版）（2013年） - アルバム『One Christmas Night Only』に収録。
- リー・カーナハン（英語版）（2014年） - アルバム『Driving Home for Christmas』に収録。
- マイク・マクレラン（英語版）（2014年） - アルバム『The Spirit of Christmas』に収録。
- ピーター・アンドレ（英語版）（2014年） - アルバム『White Christmas』に収録。
- グレゴール・メイル（英語版）（2014年） - アルバム『Sing Meinen Song - Das Weihnachtskonzert』に収録。
- ヘレーネ・フィッシャー（2015年） - アルバム『Weihnachten』に収録。
- ターミナル・ゴッズ (Terminal Gods)（2015年） - シングル『Boundless』に収録。
- トニー・ハドリー（英語版）（2015年） - アルバム『The Christmas Album』に収録。
- オーバートーンズ（英語版）（2015年） - アルバム『Good Ol' Fashioned Christmas』に収録。
- ケイス・ハーキン（英語版）（2016年） - アルバム『Nollaig』に収録。
- ジョナサン・ロイ（英語版） feat. コリー・ハート（2016年）
- ギャビン・ジェームス（英語版）（2016年） - EP『Winter Songs』に収録。
- アリス・ジェマイマ (Alice Jemima)（2016年）
- エリザ・シャッダード (Eliza Shaddad)（2018年） - EP『Covers - Brand New Christmas Classics』に収録。
- エミリー・ホール (Emily Hall)（2019年） - アルバム『Acoustic Christmas Songs - My Only Wish This Year』に収録。
- ベン・アダムス（2019年） - アルバム『All Wrapped Up』に収録。
- パピック (Papik)（2019年） - アルバム『Cocktail Christmas』に収録。
- レベッカ・イマヌエル（英語版）（2020年） - アルバム『Light』に収録。
- サファイア (Sapphire) （2020年） - EP『Driving Home For Christmas』に収録。
- ツイニー・リー・ムーア（英語版）（2020年）
- グース・メーウウィス（英語版）（2020年）
- アンドレアスガバリエ（英語版）（2020年） - アルバム『A Volks-Rock'n'Roll Christmas』に収録。
- ロッキー・チャップマン (Lockie Chapman)（2020年）
- オージーン（2020年） - アルバム『A Magical Christmas in Concert』に収録。
- ヘザー・ピース（英語版）（2020年） - アルバム『Heather Peace at Christmas』に収録。
- ティム・スパイト (Tom Speight)（2021年）
- Roary & GREYLEE（2021年）
- ダーモット・ケネディ（英語版）（2021年） - アルバム『Carols Covered 2021』に収録。
- ブロイラーズ (Broilers)（2021年） - アルバム『Santa Claus』に収録。
- ネイサン・エヴァンズ（英語版）（2021年） - アルバム『Merry Christmas Everyone』に収録。
- ニュートン・フォークナー（英語版）（2021年） - EP『Christmas Light』に収録。
- ウィ・バンジョー・スリー (We Banjo 3)（2021年） - アルバム『A Winter Wonderful』に収録。
- デニス・ヴァン・アールセン（英語版）（2022年） - アルバム『Christmas When You're Here』に収録。
- トム・グレナン（英語版）（2022年）
- 大澤誉志幸（2023年） - 山下久美子とのコラボレーション・アルバム『Celebrate Christmas 〜& Friends III〜』に収録。

## 他の楽曲へのサンプリング
出典は
- Orup（英語版）「Jag är på väg till stockholm」（2013年） - アルバム『Jag är på väg till stockholm』に収録。
  - ほとんどカバーであるが、替え歌的な歌詞のためサンプリング扱いとなっている。

## 参考資料
- 『何がベニーに起ったか』クリス・レア、Magnet Records・East West、1991年7月25日。WMC5-402。
- 『ザ・ベスト･オブ･クリス･レア～ニュー・ライト・スルー・オールド・ウィンドウズ』Magnet Records・East West、1991年8月25日。WMC5-411。
- 『ヴェリー・ベスト・オブ・クリス・レア』クリス・レア、Magnet Records・East West、2001年11月28日。AMCE-7307。
- 『The Very Best of Chris Rea』クリス・レア、Magnet Records・East West・Atlantic UK、2004年12月14日。0927-42128-2。 輸入盤
- 『オン・ザ・ビーチ（デラックス・エディション）』クリス・レア、ワーナーミュージック・ジャパン、2019年10月23日。WPCR-18281。